# Чернышёв, Альберт Сергеевич
Альбе́рт Серге́евич Чернышёв (18 августа 1936 — 30 ноября 2012) — советский и российский дипломат, заместитель министра иностранных дел Российской Федерации (1994—1996).

## Биография
Окончил МГИМО в 1959 году. Ответственный сотрудник Управления внешнеполитической информации МИД СССР в 1959—1967 годах. Сотрудник посольства СССР во Вьетнаме  в 1967—1971 годах. Первый секретарь Управления по планированию внешнеполитических мероприятий МИД СССР в 1971—1973 годах. Советник группы при министре иностранных дел СССР в 1973—1976 годах. Главный советник Управления по планированию внешнеполитических мероприятий МИД СССР в 1976—1981 годах. Руководитель группы при министре иностранных дел СССР в 1981—1982 годах. Помощник министра иностранных дел СССР в 1982—1987 годах. Начальник Общего секретариата и член Коллегии МИД СССР в 1987 году. 
Чрезвычайный и полномочный посол СССР, а позже — Российской Федерации в Турецкой Республике с 3 июля 1987 по 6 августа 1994 года. Заместитель министра иностранных дел Российской Федерации в 1994—1996. Чрезвычайный и полномочный посол Российской Федерации в Республике Индия с 1 мая 1996 по 11 ноября 1999 года. 
Член Высшего Совета «Международного евразийского движения» с 2003 года.
Похоронен в Москве на Востряковском кладбище.

## Награды
Награждён орденами Трудового Красного Знамени, Дружбы народов, «Знак Почёта» и медалями «За освоение целинных земель», «За укрепление боевого содружества», «100 лет освобождения Болгарии от османского рабства» (НРБ).